# Université des Comores
L'université des Comores est un établissement d'enseignement supérieur situé à Mvouni une localité proche de Moroni la capitale des Comores.

## Historique
En avril 1998, Abdou Mhoumadi, alors ministre de l'Éducation, a signé le projet de l'université des Comores[réf. nécessaire]. Créée en 2003 par la volonté du président Azali Assoumani, l'université accueille une grande majorité des bacheliers comoriens qui devaient auparavant se rendre dans d'autres pays pour continuer leurs études supérieures. Le premier président de l'université est Damir Ben Ali. Le travail de création et de mise en place de cette institution fut assuré par un « Comité de réflexion, d'action et de suivi pour la mise en place de l'université des Comores » (CRASUC). Ce comité était épaulé par un comité d'expert composé de 10 personnes ayant toutes une forte expérience universitaire[réf. souhaitée].
En 2006, les étudiants de la faculté de droit à l'université des Comores fondent l'association de jeunesse Ngoshawo. 

## Organisation
L'université des Comores est composée de quatre facultés, d'un institut et d'une école située sur quatre sites différents:   
Site de Mvouni
- Faculté de droit et des sciences économiques,
- Faculté des lettres et des sciences humaines,

Site de Karthala CUFOP
- Faculté IMAM CHAFIOU (lettres arabes et sciences islamiques),
- Centre universitaire de formation permanent (CUFOP)

Site de la Corniche
- Faculté des sciences et techniques
- École de médecine et de santé publique (EMPS)

Site de Hamramba
- Institut de formation des enseignants et de recherche en éducation (IFERE)
- Institut universitaire de technologie, composé des départements suivants :
  - Département de génie informatique
  - Département de commerce
  - Département de tourisme et hôtellerie
  - Département de gestion des administrations et des entreprises
  - Département de statistiques
  - Département de habitat et son environnement